# Метт Тейлор
Метт Тейлор (англ. Matt Taylor, нар. [[]] [[]], Лондон) — британський вчений. Найбільш відомий по участі в посадці зонда Philae на ядро комети Чурюмова-Герасименко (місія «Розетта»).

## Біографія
Метт Тейлор народився в Лондоні. 